# Języki kei-tanimbar
Języki kei-tanimbar – grupa języków austronezyjskich używanych w Indonezji, w archipelagach Kei i Tanimbar na południu Moluków, a także w północnej części półwyspu Bomberai. Ich podział przedstawia się w następujący sposób:
- Języki kei-fordata
  - Język kei
  - Język fordata
- Języki yamdena-północny bomberai
  - Język yamdena
  - Języki północnego Bomberai
    - Język onin
    - Język sekar
    - Język uruangnirin

Pozycja języków bomberai północnych wydaje się niejasna. Katalog Ethnologue (wyd. 23) rozpatruje je poza tą grupą, natomiast Robert Blust łączy je z językiem yamdena.
Ethnologue włącza języki kei-tanimbar do szerszej grupy języków południowo-wschodniomolukańskich, wraz z językami selaru i seluwasan, tworzącymi gałąź południową. Glottolog (4.6) zalicza te dwa języki do grupy timor-babar.